# 5711 Енеєв
5711 Енеєв (5711 Eneev) — астероїд головного поясу, відкритий 27 вересня 1978 року.
Тіссеранів параметр щодо Юпітера — 3,027.